# Mitsubishi Ki-51
Die Mitsubishi Ki-51 ist ein japanisches Schlachtflugzeug des Zweiten Weltkrieges. Sie befand sich an allen Kriegsschauplätzen des Pazifikkrieges im Einsatz und wurde zu dessen Ende auch für Kamikaze-Einsätze genutzt. Der alliierte Codename lautet Sonia.

## Entwicklung
Die Ki-51 entstand aufgrund einer Forderung der japanischen Armee von 1937 nach einem entsprechenden Flugzeug. Als Vorlage diente der leichte Bomber Ki-30, jedoch wurde der Tragflügel von Mittel- in Tiefdeckerposition gebracht und das Cockpit geändert. Den Bombenschacht ließ man ganz weg. Die Ki-51 war in Ganzmetallbauweise konstruiert und besaß als Antrieb einen Ha-36-II Sternmotor mit 940 PS. Das Fahrwerk war starr und stromlinienförmig ummantelt. Insgesamt war die Ki-51 in ihren Abmessungen etwas kleiner als die Ki-30 gehalten.
Ab Februar 1938 wurden zwei Prototypen gebaut, die ab Juni 1939 erprobt wurden. Anschließend wurden 11 Vorserienmaschinen mit gepanzertem Triebwerk und kleinen aerodynamischen Verbesserungen gebaut, die zur Einsatzerprobung nach China geschickt wurden.
Ab Januar 1940 begann die Serienproduktion bei Mitsubishi unter der Bezeichnung Heerestyp 99 Schlachtflugzeug. Dort entstanden bis März 1944 2.385 Flugzeuge, 913 weitere wurden ab Juli 1941 bei Rikugun Kokugijutsu Kenkyujo in Tachikawa produziert.
Zusätzlich wurde das Aufklärungsflugzeug Ki-51a mit Luftbildkamera im hinteren Cockpit entwickelt. Es ging jedoch nicht in Serie. Stattdessen entwickelte Mitsubishi einen Umrüstsatz, mit dem normale Ki-51 kurzfristig zu Aufklärern umgebaut werden konnten. Eine Weiterentwicklung stellte 1941 die Ki-71 dar. Diese Version, von der nur 3 Prototypen gebaut wurden, besaß ein einziehbares Fahrwerk.
Nach Kriegsende gingen viele Ki-51 an Indonesien, das mit diesem Flugzeug den Grundstein zum Aufbau seiner Luftstreitkräfte legte.

## Technische Daten

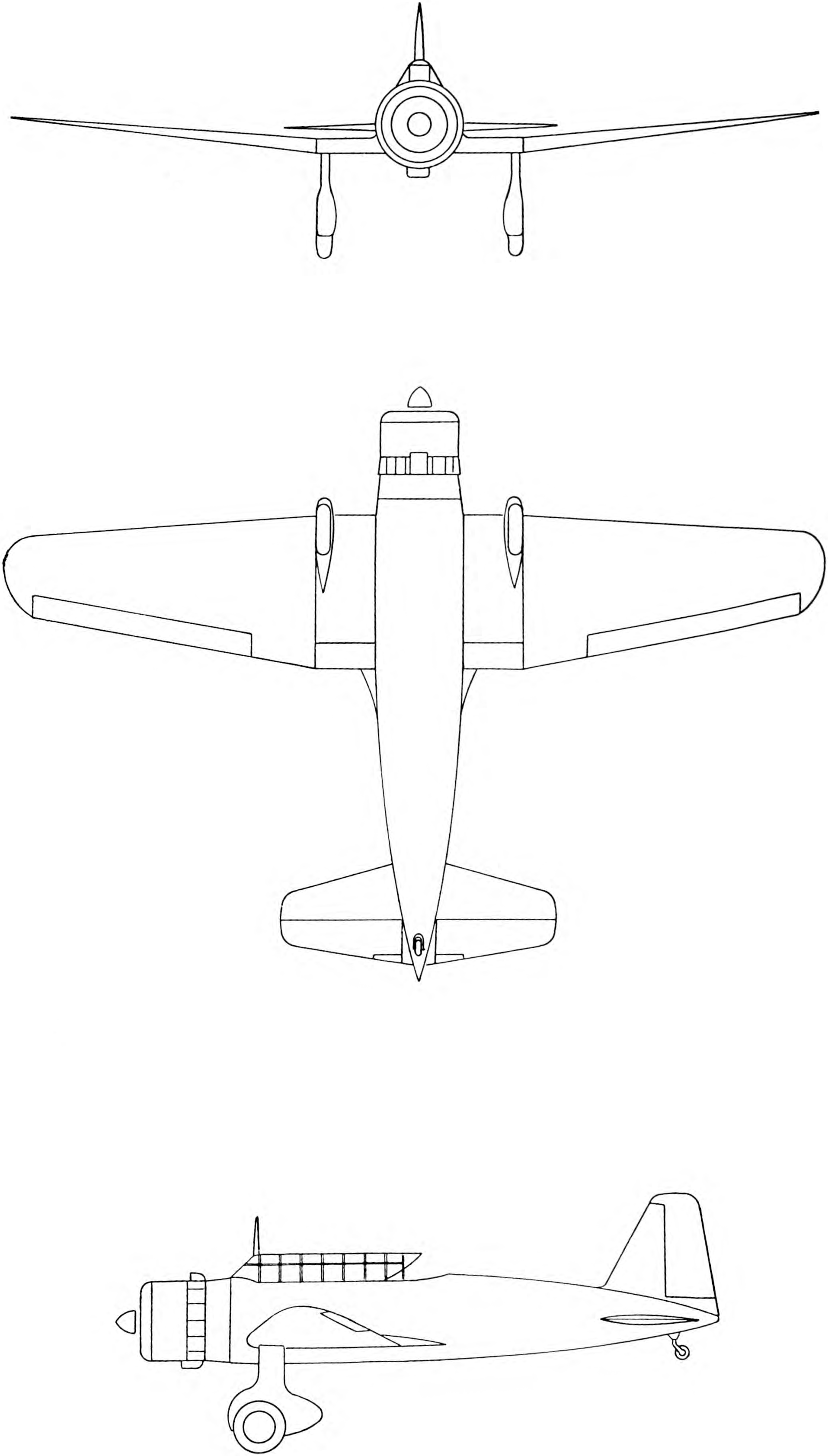
Dreiseitenriss Ki-51

| Kenngröße             | Daten |
| --------------------- | --- |
| Besatzung             | 2 (Pilot / Bordschütze) |
| Länge                 | 9,21 m |
| Flügelspannweite      | 12,10 m |
| Höhe                  | 2,73 m |
| Flügelfläche          | 24,02 m² |
| Flügelstreckung       | 6,1 |
| Leermasse             | 1.873 kg |
| Startmasse            | normal 2.798 kg maximal 2.920 kg |
| Antrieb               | ein luftgekühlter 14-Zylinder-Doppelsternmotor Mitsubishi Ha-26-II                                                                               |
| Leistung              | 701 kW (940 PS) |
| Höchstgeschwindigkeit | 424 km/h in 3.000 m Höhe |
| Steigzeit             | 9:55 min auf 5.000 m Höhe |
| Dienstgipfelhöhe      | 8.270 m |
| Reichweite            | 1.060 km |
| Bewaffnung            | zwei 7,7-mm-MG in den Tragflügeln (frühe Serie) oder zwei 12,7-mm-MG in den Tragflügeln (spätere Serie) ein bewegliches 7,7-mm-MG im Abwehrstand |
| Bombenzuladung        | normal 200 kg maximal 250 kg |